# Ej bedömd
Ej bedömd (NE) (engelska: Not Evaluated) är en term som används inom rödlistning av arter. Till denna kategori förs arter där Internationella naturvårdsunionen (IUCN) inte har undersökt artens utbredning och/eller populationsstatus.

## Exempel på arter
- Blåtunga (Tiliqua scincoides)
- Mjölkfisk (Chanos chanos)